# Stanisław Lachtara

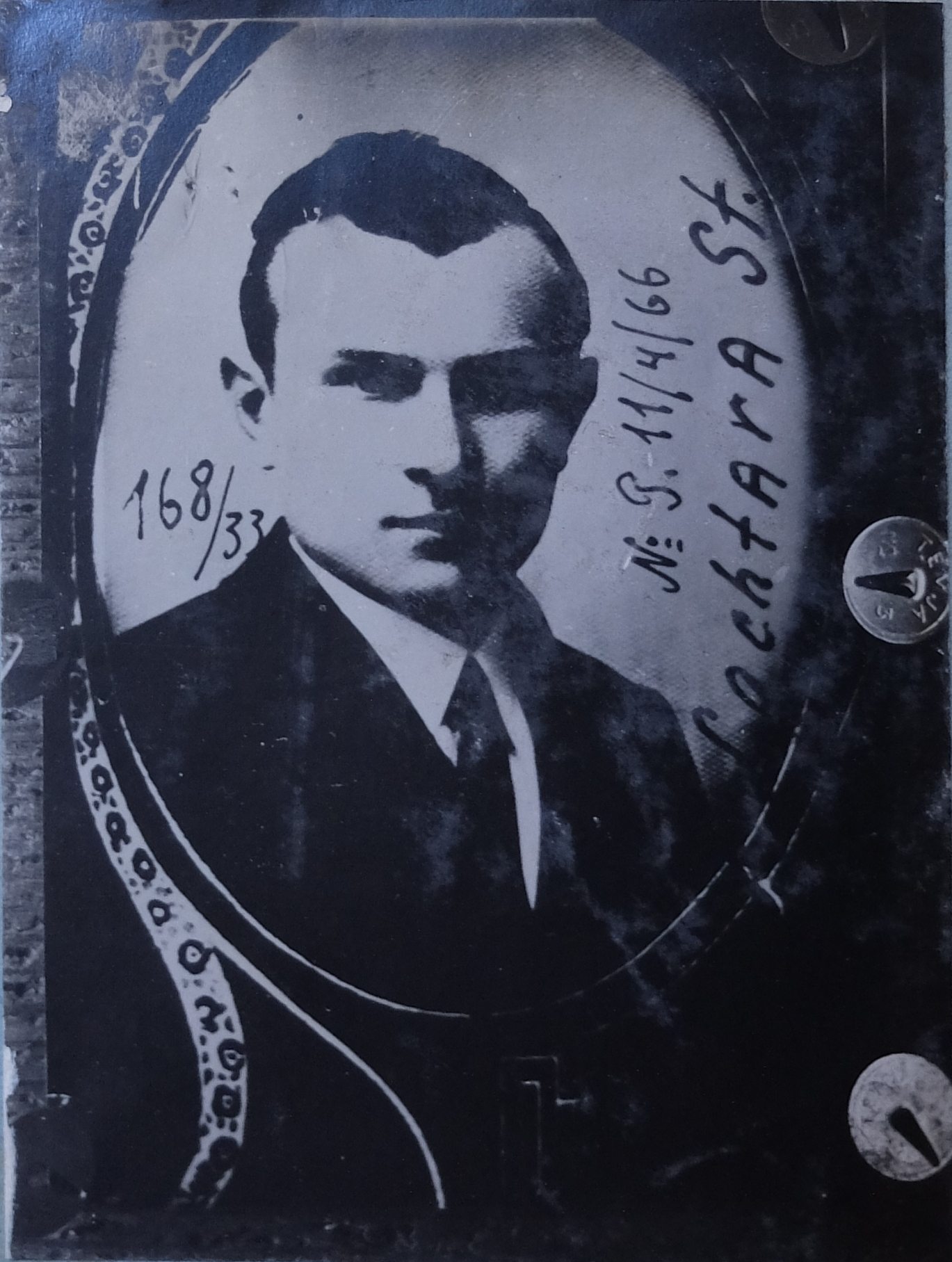
Stanisław Lachtara "Łysy Stach". Albumy policyjne 1927-1937

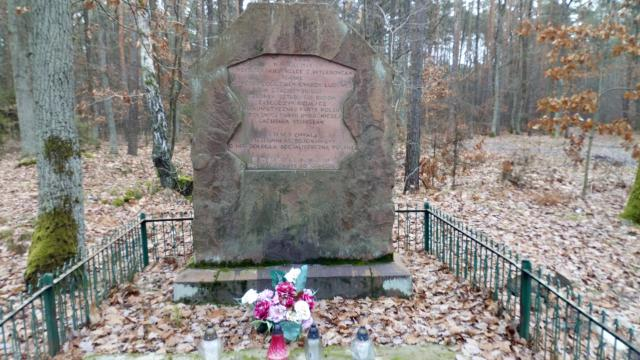
Pomnik Stanisława Lachtary w miejscu jego śmierci na trasie Głowaczów - Grabów, zlikwidowany na podstawie ustawy dekomunizacyjnej pod koniec 2020 roku

Stanisław Lachtara pseud. „Łysy”, „Stach”, „Stach Łysy” (ur. 27 sierpnia 1910 w Mszadli Nowej, zm. 19 maja 1943 nad Pilicą między Grabowem a Głowaczowem) – działacz komunistyczny, oficer Gwardii Ludowej (GL), szef radomskiego Sztabu Okręgowego GL.

## Życiorys
W 1927 ukończył szkołę powszechną w Radomiu. Przez rok uczęszczał na kurs wstępny w szkole przemysłowo-rzemieślniczej, po czym przeniósł się do radomskiej szkoły techniczno-budowlanej. Na początku 1931 wstąpił do Komunistycznego Związku Młodzieży Polskiej (KZMP). Początkowo zajmował się organizowaniem komórek KZMP wśród radomskiej młodzieży szkolnej. Przy jego współudziale w maju 1931 został utworzony radomski Komitet Dzielnicowy (KD) KZMP, którego sekretarzem został Lachtara. Na przełomie lat 1931/1932 był współorganizatorem wielu strajków na terenie Radomia (m.in. w fabryce mebli giętych i w hucie „Żar”), uczestniczył w urządzaniu demonstracji bezrobotnych. W jego mieszkaniu w Radomiu mieścił się konspiracyjny punkt kontaktowy (tzw. przejazdówka) i powielarnia komunistycznych druków propagandowych.
W czerwcu 1932 miał składać egzamin maturalny w szkole techniczno-budowlanej, jednak zdekonspirowanie jego mieszkania przez policję uniemożliwiło mu ukończenie szkoły. Gdy 11 kwietnia 1932 policja przeprowadziła masowe aresztowania wśród członków KZMP w Radomiu, "Stachowi" udało się uniknąć aresztu, jednak w czasie rewizji w jego mieszkaniu policja zdobyła poważne dowody obciążające w postaci powielacza i pewnej ilości druków komunistycznych i na tej podstawie radomska prokuratura okręgowa wszczęła przeciw niemu postępowanie karne. Wobec tego Lachtara opuścił zagrożony teren i przeniósł się do Warszawy, gdzie został funkcjonariuszem partyjnym. Z ramienia Komunistycznej Partii Polski (KPP) zaczął prowadzić działalność agitacyjną wśród chłopów na Mazowszu. M.in. kilkakrotnie występował na wiecach chłopskich w powiecie grójeckim. 1 sierpnia 1933 został aresztowany w Grójcu w czasie wygłaszania przemówienia do chłopów na rynku miasteczka. 20 grudnia 1933 w wyniku pierwszej rozprawy przed Sądem Okręgowym w Radomiu został skazany na 5 lat ciężkiego więzienia; wyrok zatwierdził 11 kwietnia 1934 Sąd Apelacyjny w Lublinie, mimo złożenia odwołania przez broniącego Lachtarę adwokata Teodora Duracza. 28 marca 1934 podczas drugiej rozprawy w związku z wystąpieniami w powiecie grójeckim warszawski Sąd Okręgowy na sesji wyjazdowej w Grójcu skazał Lachtarę na 3 lata ciężkiego więzienia.
Po uchwaleniu przez Sejm w styczniu 1936 ustawy amnestyjnej udało się rodzinie za pośrednictwem T. Duracza uzyskać amnestię i 26 listopada 1936 S. Lachtara wyszedł na wolność. Od wiosny 1937 pracował jako pomocnik murarski w Warszawie. W połowie 1938 był członkiem MOPR na terenie dzielnicy Powązki, działał też w oddziale Centralnego Związku Robotników Przemysłu Budowlanego, Ceramicznego, Drzewnego i Pokrewnych Zawodów w Polsce. Jesienią 1937 został ponownie aresztowany i osadzony w więzieniu, a następnie przewieziony do obozu w Berezie Kartuskiej, gdzie skierowano go do grupy osadzonych "specjalnie niebezpiecznych". W obozie zapadł na gruźlicę płuc, co skłoniło władze obozowe do wypuszczenia go na wolność. 22 lutego 1939 powrócił do Mszadli, gdzie zaczął organizować miejscowych chłopów do walki z lokalnymi władzami sanacyjnymi. Zagrożony aresztowaniem wyjechał do Warszawy.
We wrześniu 1939 powrócił na wieś, a w grudniu przy próbie nielegalnego przedostania się do ZSRR został zatrzymany przez niemiecką straż graniczną i skazany na 8 miesięcy więzienia. Wyrok odbywał m.in. w Zamościu i Janowie Lubelskim. Zwolniony wiosną 1940. W listopadzie 1940 nawiązał kontakt z warszawską organizacją Rewolucyjne Rady Robotniczo-Chłopskie "Młot i Sierp" i przystąpił do organizowania podobnej organizacji na terenie powiatów kozienickiego i iłżeckiego. W lutym 1942 to ugrupowanie weszło w skład PPR, a sam Lachtara wszedł w skład Komitetu Okręgowego PPR w Radomiu. W grudniu 1942 mianowano go szefem Radomskiego Sztabu Okręgowego Gwardii Ludowej (GL). W krótkim czasie kierowany przez niego sztab zorganizował kilka oddziałów GL. Lachtara kilkakrotnie sam dowodził akcjami bojowymi oddziałów GL podległych jego Sztabowi. W połowie maja 1943 udał się z Radomia nad Pilicę w celu przeprowadzenia inspekcji oddziału GL im. Kononowicza. Tam na wieść o transporcie na szosie z Kozienic do Warki aresztowanych członków PPR i GL postanowił urządzić 19 maja zasadzkę na konwój niemiecki w lasach nad Pilicą między Grabowem a Głowaczowem. Zginął w walce z Niemcami. Pośmiertnie odznaczony Krzyżem Grunwaldu III klasy.

## Upamiętnienia
W latach 1966–1991 był patronem szkoły w Brzózie. Był także patronem Szkoły Podstawowej nr 33 w Radomiu.
Do końca 2020 roku w miejscu śmierci Stanisława Lachtary, na trasie Głowaczów - Grabów stał pomnik upamiętniający.
Na podstawie ustawy dekomunizacyjnej pomnik w listopadzie 2020 roku został całkowicie usunięty a miejsce po nim zrównane z ziemią. Obecnie nie ma śladu po pomniku.
Po wojnie prochy Stanisława Lachtary zostały przeniesione na Cmentarz Parafialny w Janowcu. Tam też znajduje się nagrobek wraz z płytą upamiętniającą inne osoby z rodziny Lachtary, które zginęły w niemieckich obozach koncentracyjnych na terenie Niemiec.